# Newton (Utah)
Newton – miasto w Stanach Zjednoczonych, w stanie Utah, w hrabstwie Cache.